# محمد قاسم خالد
مولوي محمد قاسم خالد هو سياسي أفغاني من حركة طالبان يشغل حاليًا منصب حاكم ولاية كنر منذ 21 سبتمبر 2021.